# Fabion Gomes
Fabion Gomes de Sousa (Tocantinópolis, 17 de julho de 1959), é deputado estadual, filiado ao Partido Liberal (PL), eleito pelo estado de Tocantins.